# Zalska županija
Zalska županija ali Županija Zala (madžarsko Zala vármegye) je madžarska županija na zahodu Madžarske. Ime je dobila po reki Zali, ki večinoma teče po njenem ozemlju. Upravno središče županije je Jageršek. 
Zalska županija meji na Slovenijo in Hrvaško ter na županije Veszprém, Somogy in Železno županijo (Vas). Pripada ji še zahodna obala Blatnega jezera.
Pred letom 1918 ji je pripadalo še območje Lendave v današnji Sloveniji ter Medmurje (območji Čakovca in Preloga) v današnji Hrvaški. Leta 1918 so ji priključili še del Železne županije, del ob severni obali Blatnega jezera (vključno z zdraviliščem Balatonfüred) pa so priključili Veszprémski županiji.

### Mestna okrožja
- Jageršek (sedež županije)
- Velika Kaniža

### Mesta in večji kraji
(po številu prebivalcev)
- Keszthely (21.944)
- Lenti (8.559)
- Zalaszentgrót (7.944)
- Letenye (4.613)
- Hévíz (4.523)
- Zalalövő (3.256)
- Zalakaros (1.519)